# Николас Илић
Николас Ник Илић (1968) је британски официр српског порекла и војни аташе при амбасади Уједињеног Краљевства Велике Британије и Северне Ирске у Републици Србији.

## Порекло и породица
Николасов отац Илија С. Илић је рођен 1922. године у селу Пађене код Книна. У Другом светском рату се борио као припадник Динарске четничке дивизије Југословенске војске у Отаџбини. Заједно са дивизијом се повукао према Словенији и маја 1945. године напустио Југославију. Уз њега су били отац и брат, када су из савезници пребацили у британски логор у Италији и Немачку. У Енглеску се доселио 1948. године. Венчао се 1963. године.
Николас Илић је рођен 1968. године у Енглеској, као најмлађи син Илије Илића. Његов старији брат је свештеник Српске православне цркве. У породици се говорио српски језик.
Пуковник Илић себе доживљава као британског Србина:
„Себе сматрам британским Србином, што одражава чињеницу да, уз моје српско порекло, велику захвалност дугујем британској нацији, која је мом оцу омогућила да се досели овде 1948. године, након што је комунизам завладао у његовој домовини”— Пуковник Ник Илић
Рођаци пуковника Илића из Пађена код Книна су протерани у операцији Олуја 1995. године:
Нажалост, сви они су етнички очишћени из Хрватске током операције ’Олуја’ 1995. године. За разлику од старијих, који су се после рата вратили у село Пађене код Книна, млађе генерације нису, већ су остале у Србији

## Образовање
Након што је 1990. године завршио студије географије на Универзитету Едге Хил у Ланкастеру, уписао се на престижну Краљевску војну академију Сандхерст.
На Универзитету Кранфилд је 2003. године завршио мастер студије стратешког дизајна информационих система.
Између 2008. и 2009. је прошао командно штабно усавршавање на војној академији Колеџа за заједничко командно и штабно усавршавање (енгл. Joint Services Command and Staff College) у Оксфордширу.
Са похвалама је 2018. године завршио НАТО одбрамбени колеџ у Риму.

## Војна каријера
Још за време школовања, нашао се на месту команданта пешадијског вода у Северној Ирској. На јесен 1992. године, добио је распоред у Босни и Херцеговини, где је био преводилац за српски језик код заповедника британског контигента УНПРОФОР-а. У БиХ се нашао у три наврата.
Служио је на Косову и Метохији, у Сијера Леони и Ираку. Током боравка у српским срединама у БиХ и на КиМ, користио је лажно презиме, али је недељом одлазио на литургију у манастир Грачаница. Организовао је спасавање икона и црквених архива из Призрена, на чему му је захвалио патријарх Павле.
Руководио је обуком официра Авганистанске националне армије од септембра 2009. до марта 2010. године. У том периоду је обучио 3.500 официра и 15.000 подофицира.

## Дипломатска каријера
Пуковник Илић се од 2018. године налази на месту аташеа одбране (војног аташтеа) при амбасади Уједињеног Краљевства Велике Британије и Северне Ирске у Републици Србији.
Један је од аутора изложбе „Британци и Други светски рат у Југославији“, која је током септембра 2020. године била постављена у Дому војске у Београду. Изложбу је обишао и председник Републике Србије Александар Вучић.

## Одликовања
- Орден за храброст (1993)
- Орден за заслуге у служби (1999)
- Орден Британске империје (2006)